# Джо Ді Мессіна
Джо Ді Марі Мессіна (англ. Jo Dee Marie Messina; нар. 25 серпня 1970, Фремінгем, Массачусетс, США) — американська кантрі-співачка, авторка пісень та авторка-виконавиця. У 1996 випустила свій дебютний однойменний студійний альбом «Jo Dee Messina».

## Життєпис
Джо Ді Марі Мессіна народилася 25 серпня 1970 у місті Фремінгем штату Массачусетс.

## Особисте життя
У 2004 заручилася із дорожнім менеджером Доном Музкізом, але пізніше розірвала заручини. 22 червня 2007 повідомила про заручини із бізнесменом Крісом Деффенбо із Альбукерке. Пара одружилася у Нашвіллі вкінці 2007. 19 січня 2009 у них народився перший син Ноа Роджер Деффенбо. 11 січня 2012 народився їх другий син Джона Крістофер Деффенбо.
6 вересня 2017 команда Джо Ді Мессіни оголосила публіці, що у співачки виявили неуточнений рак.

## Дискографія
- 1996: Jo Dee Messina
- 1998: I'm Alright
- 2000: Burn
- 2005: Delicious Surprise
- 2014: Me